# Nannastacus euxinicus
Nannastacus euxinicus is een zeekommasoort uit de familie van de Nannastacidae. De wetenschappelijke naam van de soort is voor het eerst geldig gepubliceerd in 1951 door Bacescu.